# Hiệu quả sản xuất
Trong lý thuyết kinh tế vi mô, hiệu quả sản xuất là tình huống mà nền kinh tế hoặc một hệ thống kinh tế (ví dụ như ngân hàng, bệnh viện, ngành công nghiệp, quốc gia) vận hành trong sự ràng buộc của công nghệ hiện tại không thể tăng sản xuất một mặt hàng mà không phải hy sinh việc sản xuất một mặt hàng khác. Một cách dễ hiểu, khái niệm này được minh họa bởi đường giới hạn khả năng sản xuất (PPF), tất cả các điểm trên đường cong này đều là điểm đạt được hiệu quả sản xuất. Một trạng thái cân bằng có thể có hiệu quả sản xuất mà không có hiệu quả phân bổ – tức là nó có thể dẫn đến việc phân phối hàng hóa mà không tối ưu hóa phúc lợi xã hội (lưu ý rằng phúc lợi xã hội là một hàm mục tiêu phi lý gây tranh cãi chính trị).
Hiệu quả sản xuất là một khía cạnh của hiệu quả kinh tế tập trung vào việc làm sao để tối ưu hóa sản lượng đầu ra với danh mục sản phẩm đã chọn mà không quan tâm đến việc liệu rằng danh mục sản phẩm được chọn có đang tạo ra hàng hóa theo một tỷ lệ thích hợp hay không; khi ứng dụng sai hướng, sản lượng sai sẽ được tạo ra nhanh và rẻ hơn bao giờ hết.
Hiệu quả sản xuất của một ngành đòi hỏi toàn bộ các doanh nghiệp vận hành bằng những quy trình quản lý và công nghệ tốt nhất trong thực tiễn và không có sự tái phân bổ nhằm mang lại nhiều sản lượng hơn với cùng một lượng đầu vào và cùng công nghệ sản xuất. Bằng cách cải thiện quá trình này, một nền kinh tế hay một doanh nghiệp có thể mở rộng biên giới của đường khả năng sản xuất, và việc sản xuất hiệu quả hơn, đem lại nhiều sản lượng hơn trước đây.
Sản xuất không hiệu quả với một nền kinh tế vận hành dưới mức giới hạn khả năng sản xuất có thể xảy ra do các yếu tố đầu vào của sản xuất như vốn và lao động chưa được sử dụng đầy đủ, có nghĩa là một phần vốn hoặc lao động không hoạt động, hoặc do những đầu vào được phân bổ chưa được kết hợp đúng cách để phù hợp với các ngành khác nhau.
Ở trạng thái cân bằng trong dài hạn đối với thị trường cạnh tranh hoàn hảo, hiệu quả sản xuất đạt được ở điểm cực tiểu của đường tổng chi phí bình quân – tức là khi chi phí cận biên bằng tổng chi phí bình quân cho mỗi hàng hóa 
Do bản chất và văn hóa của các công ty độc quyền, họ có thể hoạt động không hiệu quả bởi tính phi hiệu quả X, theo đó các công ty độc quyền ít có động lực tối đa hóa sản lượng bởi vì thị trường thiếu tính cạnh tranh. Tuy nhiên, do tính kinh tế của quy mô nên có thể mức sản lượng tối đa hóa lợi nhuận của công ty độc quyền xảy ra ở mức giá thấp hơn cho người tiêu dùng so với các công ty cạnh tranh hoàn hảo.

## Các biện pháp đo lường
Nhiều lý thuyết về biện pháp đo lường hiệu quả sản xuất đã được đề xuất trong các tài liệu trên nhiều cách tiếp cận. Cách đo lường hiệu quả sản xuất phổ biến nhất bao gồm biện pháp Farrell (còn được biết đến như là biện pháp Debreu – Farrell, bởi hai người có cùng ý tưởng). Biện pháp này cũng là nghịch đảo của hàm khoảng cách Shephard. Biện pháp đo lường này có thể được xác định từ phía các đầu vào (cố định đầu ra và đo lường mức đầu vào tối đa có thể giảm thiểu) hoặc từ phía các đầu ra (cố định đầu vào và đo lường mức đầu ra tối đa có thể mở rộng).
Tổng hợp cả hai lại, chúng ta có cái gọi là hàm khoảng cách định hướng, trong đó người ta có thể chọn bất kỳ một hướng tiếp cận nào để đo lường hiệu quả sản xuất.
Cách đo lường hiệu quả sản xuất phổ biến nhất là phân tích bao dữ liệu và phân tích biên ngẫu nhiên.